# Systematyka głowonogów
Pojęcie głowonogi (oryg. céphalopodes) zostało po raz pierwszy użyte przez Georges'a Cuviera w 1798 r. natomiast Richard Owen podzielił tę grupę na dwie podgrupy: "Dibranchiata" – posiadające dwa skrzela, obejmujące gatunki nagie i "Tetrabranchiata" – posiadające cztery skrzela, obejmujące gatunki osłonięte muszlą. Następnie do głowonogów jako trzecią grupę włączono amonity. W XX w. utrwalił się podział na trzy podgromady: Nautiloidea (Tetrabranchia) – łodzikowce, Ammonoidea – amonity i Coleoidea (Dibranchia) – płaszczoobrosłe (pochewkowce). W paleontologii przyjmowany bywa nieco odmienny podział na cztery podgromady: Nautiloidea (łodzikowate), Bactrioidea (baktryty), Ammonoidea (amonity) i Coleoidea (pochewkowce). 
Jeden z systemów podziału głowonogów przedstawia się następująco:
- Gromada: Głowonogi (Cephalopoda)
  - Podgromada: Amonity (Ammonoidea)
    - Rząd: Amonitida
      - Podrząd: Ammonitina
        - Nadrodzina: Acanthocerataceae
        - Nadrodzina: Desmocerataceae
        - Nadrodzina: Endemocerataceae
        - Nadrodzina: Eoderocerataceae
        - Nadrodzina: Haplocerataceae
        - Nadrodzina: Hildocerataceae
        - Nadrodzina: Hoplitaceae
        - Nadrodzina: Perisphinctaceae
        - Nadrodzina: Psilocerataceae
          - Rodzina: Arietitidae
            - Rodzaj: Arietites

          - Rodzina: Echioceratidae
          - Rodzina: Oxynoticeratidae
          - Rodzina: Psiloceratidae
          - Rodzina: Schlotheimiidae

        - Nadrodzina: Stephanocerataceae

      - Podrząd: Acanthoceratina
      - Podrząd: Ancyloceratida
        - Nadrodzina: Ancylocerataceae
          - Rodzina: Ancyloceratidae
          - Rodzina: Bochianitidae
          - Rodzina: Hamulinidae
          - Rodzina: Hemihoplitidae
          - Rodzina: Heteroceratidae
          - Rodzina: Labeceratidae
          - Rodzina: Macroscaphitidae
          - Rodzina: Ptychoceratidae

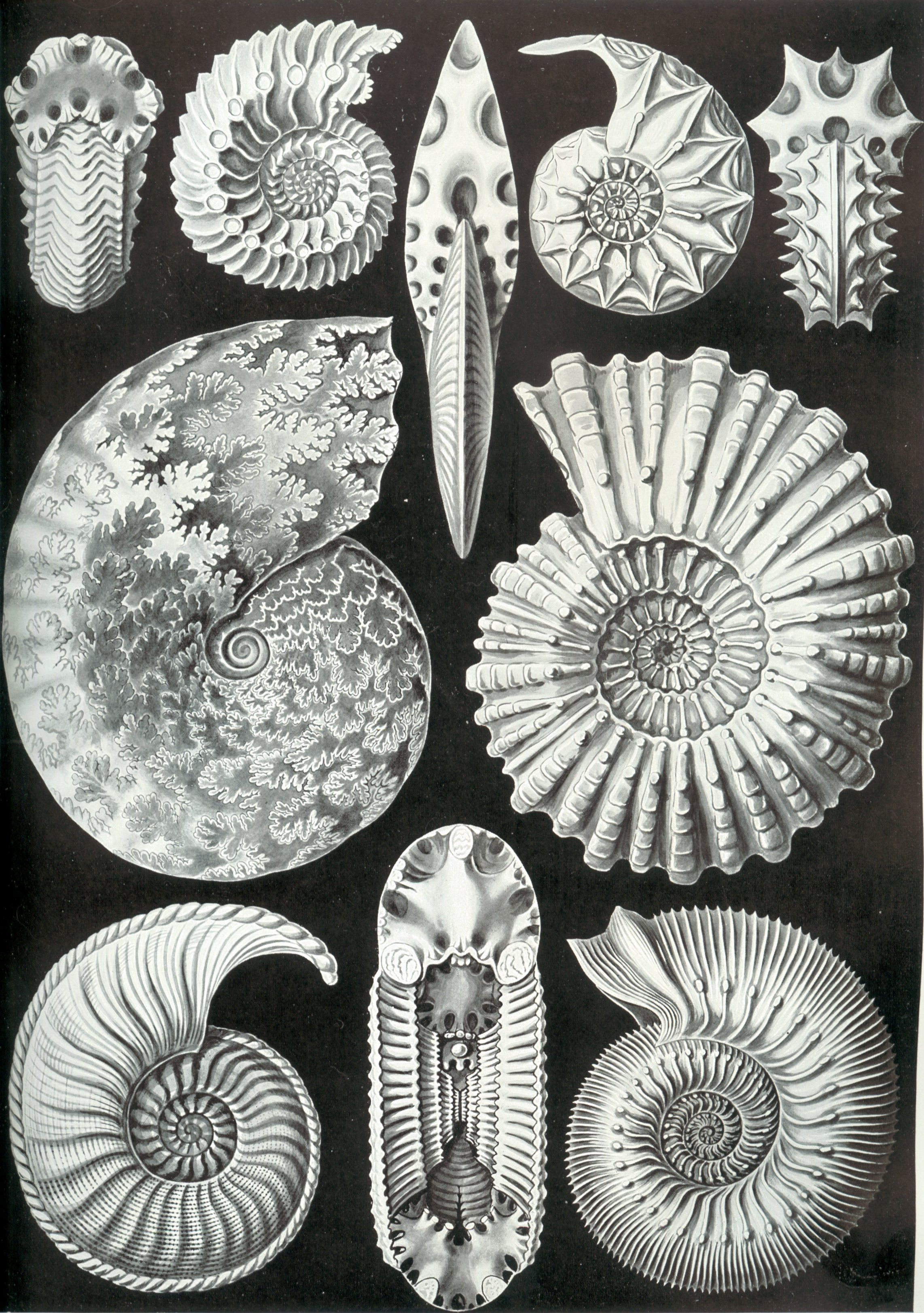
Różne gatunki z podgromady amonity

        - Nadrodzina: Douvilleicerataceae
          - Rodzina: Astiericeratidae
          - Rodzina: Douvilleiceratidae
          - Rodzina: Trochleiceratidae

        - Nadrodzina: Deshayesitaceae
          - Rodzina: Deshayesitidae
          - Rodzina: Prahoplitidae

        - Nadrodzina:Turrilitaceae
          - Rodzina: Anisoceratidae
          - Rodzina: Baculitidae
          - Rodzina: Diplomoceratidae
          - Rodzina: Hamitidae
          - Rodzina: Nostoceratidae
          - Rodzina: Turrilitidae

        - Nadrodzina: Scaphitaceae
          - Rodzina: Hoploscaphitidae
          - Rodzina: Scaphitidae

    - Rząd: Goniatitida
      - Podrząd: Anarcestina
      - Podrząd: Clymeniina
      - Podrząd: Goniatitina

    - Rząd: Ceratida
      - Podrząd: Ceratitina
      - Podrząd: Prolecanitina

  - Podgromada: Łodzikowce (Nautiloidea)
  - Podgromada: Płaszczoobrosłe (Coleoidea)